# FC Inter Åbo
FC Inter Åbo är en finsk fotbollsklubb grundad 1990 i Åbo. Inter spelar i Tipsligan (högsta serien i Finland). Namnet och spelskjortorna är inspirerade av italienska Inter Milan.
År 1996 spelade man för första gången i Tipsligan. Man åkte dock ur året efter, men var tillbaka 1999 och har legat i högsta serien för herrar i fotboll sedan dess. Klubben vann Tipsligan 2008 och blev därmed finländska mästare för första gången.

## Meriter
Finska mästare: 1 (2008)
Andra plats: 3 (2011, 2012, 2019)
Finlands cup: 2 (2009, 2017/2018)
Ligacupen: 1 (2008)
Ligacupen, silver: 1 (2007)

## Placering tidigare säsonger
| Säsong | Nivå | Liga          | Placering | Referens | Notering |
| ------ | ---- | ------------- | --------- | -------- | -------- |
| 2010   | 1    | Veikkausliiga | 6         | [ 2 ]    |          |
| 2011   | 1    | Veikkausliiga | 2         | [ 3 ]    |          |
| 2012   | 1    | Veikkausliiga | 2         | [ 4 ]    |          |
| 2013   | 1    | Veikkausliiga | 9         | [ 5 ]    |          |
| 2014   | 1    | Veikkausliiga | 10        | [ 6 ]    |          |
| 2015   | 1    | Veikkausliiga | 4         | [ 7 ]    |          |
| 2016   | 1    | Veikkausliiga | 11        | [ 8 ]    |          |
| 2017   | 1    | Veikkausliiga | 9         | [ 9 ]    |          |
| 2018   | 1    | Veikkausliiga | 7         | [ 10 ]   |          |
| 2019   | 1    | Veikkausliiga | 2         | [ 10 ]   |          |
| 2020   | 1    | Veikkausliiga | 2         | [ 11 ]   |          |
| 2021   | 1    | Veikkausliiga | 4         | [ 12 ]   |          |
| 2022   | 1    | Veikkausliiga | 5         | [ 13 ]   |          |
| 2023   | 1    | Veikkausliiga | 6         | [ 14 ]   |          |
| 2024   | 1    | Veikkausliiga | 7         | [ 15 ]   |          |

### Fotnoter
1. ↑  ”Inters guldplan förnyas” (på svenska). Svenska yle. 27 oktober 2008. https://svenska.yle.fi/artikel/2008/10/27/inters-guldplan-fornyas. Läst 25 maj 2018.
2. ↑  http://www.rsssf.com/tablesf/fin2010.html
3. ↑  http://www.rsssf.com/tablesf/fin2011.html
4. ↑  http://www.rsssf.com/tablesf/fin2012.html
5. ↑  http://www.rsssf.com/tablesf/fin2013.html
6. ↑  http://www.rsssf.com/tablesf/fin2014.html
7. ↑  http://www.rsssf.com/tablesf/fin2015.html
8. ↑  http://www.rsssf.com/tablesf/fin2016.html
9. ↑  http://www.rsssf.com/tablesf/fin2017.html
10. 1 2  http://www.rsssf.com/tablesf/fin2018.html
11. ↑  http://www.rsssf.com/tablesf/fin2020.html
12. ↑  http://www.rsssf.com/tablesf/fin2021.html
13. ↑  http://www.rsssf.com/tablesf/fin2022.html
14. ↑  http://www.rsssf.com/tablesf/fin2023.html
15. ↑  http://www.rsssf.com/tablesf/fin2024.html